# WCW United States Tag Team Championship
El WCW United States Tag Team Championship fue el título secundario en parejas de la empresa World Championship Wrestling. Este campeonato es considerado por la National Wrestling Alliance parte de la historia del NWA United States Tag Team Championship, pero la WCW no lo reconoce así. Su periodo activo en la WCW fue desde mayo de 1991 hasta julio de 1992. Constó de 7 reinados, los cuales fueron ocupados por 6 equipos diferentes.

## Lista de campeones
| Luchadores:                                                   | Reinados juntos: | Derrotaron a:                    | Fecha:                 | Lugar:                      |
| ------------------------------------------------------------- | ---------------- | -------------------------------- | ---------------------- | --------------------------- |
| The Fabulous Freebirds (Michael Hayes (1) & Jimmy Garvin (1)) | 1                | Steve Armstrong & Tracy Smothers | 19 de mayo de 1991     | St. Petersburg, Florida     |
| The Patriots (Todd Champion (1) & Firebreaker Chip (1))       | 1                | Fabulous Freebirds               | 12 de agosto de 1991   | Gainesville, Georgia        |
| The Young Pistols (Steve Armstrong (1) & Tracy Smothers (1))  | 1                | The Patriots                     | 5 de noviembre de 1991 | Gainesville, Georgia        |
| Ron Simmons (1) & Big Josh (1)                                | 1                | The Young Pistols                | 14 de enero de 1992    | Columbus, Georgia           |
| Terry Taylor (1) & Greg Valentine (1)                         | 1                | Ron Simmons y Big Josh           | 17 de febrero de 1992  | Rock Hill, Carolina del Sur |
| The Fabulous Freebirds (Michael Hayes (2) & Jimmy Garvin (2)) | 2                | Terry Taylor y Greg Valentine    | 17 de mayo de 1992     | Jacksonville, Florida       |
| Dick Slater (1) & The Barbarian (1)                           | 1                | The Fabulous Freebirds           | 25 de junio de 1992    | Kansas City, Misuri         |
| Abandonado                                                    | N/A              | Título retirado                  | 31 de julio de 1992    | N/A                         |

## Mayor cantidad de reinados

### Individual
- 2 veces: Michael Hayes y Jimmy Garvin.

### En parejas
- 2 veces: Michael Hayes y Jimmy Garvin.